# Lac F.-X.-Lemieux
Pour les articles homonymes, voir Lemieux.
Le lac F.-X.-Lemieux est situé dans le territoire non organisé de Lac-Croche, dans la municipalité régionale de comté (MRC) La Jacques-Cartier, dans la région administrative de la Capitale-Nationale, dans province de Québec, dans Canada.
Le lac F.-X.-Lemieux est situé dans la partie centrale ouest de la Réserve faunique des Laurentides.
Cette petite vallée est desservie par quelques routes secondaires desservant cette zone pour les besoins de la foresterie, des activités récréotouristiques.
La foresterie est la principale activité économique du secteur; tourisme récréatif, deuxième.
La surface du lac F.X.-Lemieux est généralement gelée du début décembre à la fin mars, mais la circulation sécuritaire sur la glace se fait généralement de la mi-décembre à la mi-mars.

## Géographie
Les principaux lacs à proximité du lac F.-X.-Lemieux sont:
- Lac aux Rognons, situé à 4,5 km au sud-est, lequel est traversé par la rivière Métabetchouane;
- Lac Henri-Mercier, situé à 4,3 km au sud-est;
- Lac Laquerre, situé à 3,5 km au nord-est.

Le lac F.-X.-Lemieux comporte une longueur de 4,7 km, une largeur de 0,9 km et sa surface est à une altitude de 674 m. Ce lac encaissé entre les montagnes a une forme atypique ressemblant à un castor à longue queue. Ce lac difforme comporte une baie s'étirant vers l'est sur 2,5 km et une douzaine d'îles. Une presqu'île en forme de losange est rattachée à la rive nord et s'étire vers le sud jusqu'au centre du lac.
Le lac F.-X.-Lemieux reçoit les eaux:
- du nord-est par la décharge d'un ensemble de lacs dont Laquerre, Raoul et Fa;
- du nord, par la décharge du lac Bizette.

À partir de l'embouchure du lac F.-X.-Lemieux, situé sur la rive sud au milieu du lac, le courant descend sur km d'abord vers le sud en suivant le cours de la décharge du lac en traversant les lacs de la Cluse, Verneuil, Oblong et Minime. Puis le courant bifurque vers l'ouest en zigzaguant pour aller se déverser sur la rive est du lac aux Rognons lequel est traversé par la rivière Métabetchouane. De là, le courant va généralement vers le nord en suivant sur 151,9 km le cours de la rivière Métabetchouane. À partir de l’embouchure de la rivière Métabetchouane sur la rive sud du lac Saint-Jean, le courant traverse ce dernier sur 22,8 km vers le nord-est, puis emprunte le cours de la rivière Saguenay via la Petite Décharge sur 172,3 km jusqu’à Tadoussac où il conflue avec l’estuaire du Saint-Laurent.

## Toponymie
Cette désignation toponyme évoque le souvenir de François-Xavier Lemieux, sous-ministre des Terres et Forêts du Québec de 1924 à 1936. La route entre Québec (ville) et le Lac Saint-Jean a été ouverture au cours de son mandat. Né à Québec en 1877, Lemieux étudie au collège des Jésuites à Montréal. À l'âge de 23 ans, au terme de ses études, Lemieux entreprend une carrière dans la fonction publique du Québec. Il sera d'abord secrétaire d'Adélard Turgeon de 1900 à 1909, puis de Jules Allard de 1909 à 1919 et, enfin, d'Honoré Mercier fils jusqu'en 1924, tous trois ayant occupé successivement le poste de ministre des Terres et Forêts.
Le toponyme lac F.-X.-Lemieux a été officialisé le 5 décembre 1968 par la Commission de toponymie du Québec.